# Tessuto (materiale)

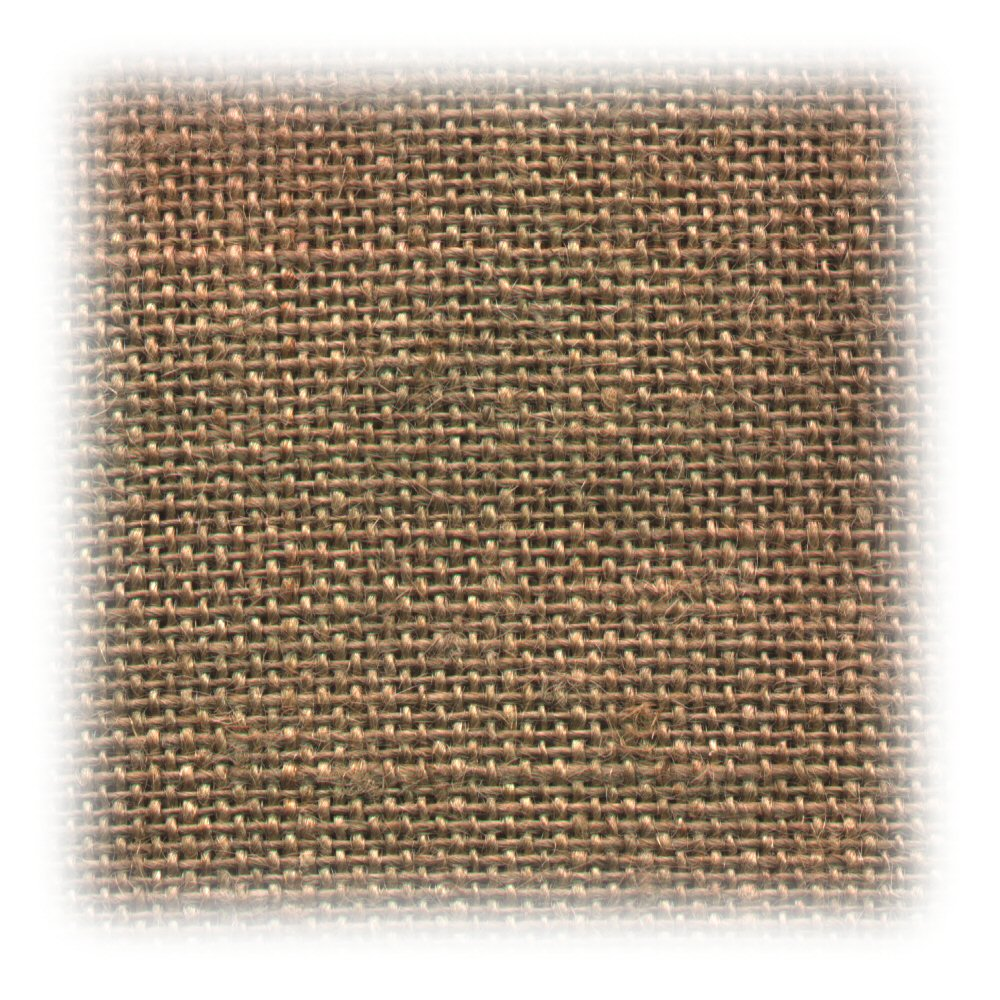
Tessuto di juta con armatura tela.

Un tessuto è un manufatto a superficie piana, sottile e flessibile realizzato tramite un intreccio di fili perpendicolari tra di loro; l'operazione necessaria per realizzarlo si chiama tessitura.
È costituito da due elementi: l'ordito  o catena, ossia l'insieme di fili tesi sul telaio, e la trama, unico filo che percorre da una parte all'altra l'ordito. I tessuti fecero la loro comparsa nel neolitico, e segnarono nei materiali usati, negli intrecci, nei colori, nelle attrezzature utilizzate per costruirli l'evoluzione culturale e tecnica della civiltà umana.

## Materiali
I tessuti del neolitico erano confezionati con lino o altre fibre vegetali, con l'introduzione dell'allevamento si cominciarono ad utilizzare fibre animali come la lana e la seta, l'industria chimica ha prodotto molte fibre artificiali che con la loro economicità e facilità di produzione hanno invaso il mercato riducendo l'utilizzo delle fibre naturali.

### Fibre animali

#### Lana
Prodotta con il pelo di animali, può essere pura o cominata con una miscelatura di lane di origine diversa.
Sul mercato troviamo tessuti in lana di: pecora (pura lana vergine, merinos, lambswool), alpaca, vigogna, cammello, cashmere e mohair (razze di capre), angora (una razza di conigli).

#### Seta
La seta è prodotta dal baco da seta (bombyx mori), insetto che produce un bozzolo filamentoso. Per avere un'ottima seta il baco deve crescere su alberi di gelso, infatti la seta indiana è più ruvida perché il baco cresce e si nutre su un'altra pianta. Quando è ancora vivo viene bollito per ricavare il massimo dal filamento.

### Fibre vegetali
Ricavate dalle fibre presenti nei fusti o intorno ai semi di alcune piante: lino (fibra del fusto della pianta Linum usitatissimum), cotone, canapa, juta, rafia, ramiè, kapok, kenaf, bambù, zucchero di canna, sisal ecc...
Un brevetto italiano ha introdotto nel 2019 la prima canapa elastica al mondo, chiamata Herotex". La canapa elastica è composta da un 92% di Canapa, un 4% di Lycra e un 4% di poliestere, e ha registrato in laboratorio una traspirabilità record di 2165 g/ (m2 x 24 ore).

## Tipi di tessuto

### Semplice
Costituito da una sola trama e da un solo ordito, non presenta decorazioni tessute.

#### Piccolo operato
le decorazioni sono ottenute da slegature di trama consecutive:
- twill o saia: 2° armatura base che produce una diagonale o la lisca di pesce.
- raso: 3° armatura base, produce tessuti lucidi e morbidi per slegature di trama.
- garze: traforate con diversi disegni.
- fustagno: robusto e vellutato, per abbigliamento da lavoro e da caccia.
- denim: tessuto dei jeans.
- drill: simile al denim, ma tinto in pezza e non in filo.
- tartan: disegno dei clan scozzesi.
- tweed: tessuto inglese a saia.
- tela bandera: per il ricamo bandera.
- gabardina: il tessuto dell'impermeabile trench.
- tela aida: per il ricamo a fili contati.
- emiane: tessuto per il ricamo.
- Carolina: tessuto di cotone colorato che può essere a righe o a quadretti.
- Shetland (tessuto)[1]

### Garza inglese
Sono degli intrecci regolari di filo che realizzano uno spazio vuoto esagonale, molto trasparenti e leggeri ma stabili. 
- tulle

## Armature
Gli intrecci o armature fondamentali sono tre:
- tela: è un intreccio semplice che si presenta identico su entrambe le facce.
- saia o diagonale: intreccio con nervature oblique.
- raso: presenta un aspetto uniforme, lucido sulla faccia ordito e opaco sulla faccia trama.
- Ve ne sono molte altre più complesse che producono come risultato: garze, tessuti operati, doppi, nido d'ape.

La scrittura di un'armatura si chiama messa in carta.
Alcuni tessuti assumono nomi particolari:
- pizzi sono detti dei tessuti con particolare intreccio, che disegnano sul prodotto dei disegni con varie fantasie. Possono essere in varie altezze sia a bordura, che in allover.
- fil-à-fil, noto anche come sale e pepe, è un tessuto tinto in filo che crea un effetto decorativo a forma di scaletta, alternando un filato più chiaro e uno più scuro, sia in trama sia in ordito.

Il bordo di un tessuto (i margini destro e sinistro dell'ordito) si chiama cimosa (cimossa) o vivagno. Viene irrobustito raddoppiando i fili, se porta parole o scritte (produttore, marchio) tessute o stampate si chiama cimosa parlante.

## Mano
Il termine tecnico che indica la sensazione al tatto data da un tessuto si chiama mano, definisce la caratteristica di morbidezza, calore, rigidità, compattezza, pelosità, scorrevolezza, che la mano sente toccandolo. La '"mano"' può essere: soffice, increspata, voluminosa, dolce, liscia, pesante, pastosa, granulosa, molle, secca, dura, fine, serica, gonfia, scattante, ruvida, ondulata, rustica, levigata, sostenuta.

## Finissaggio
Per ottenere effetti particolari, i tessuti, quando si tolgono dal telaio, subiscono lavorazioni supplementari di rifinitura, dette finissaggio, che conferiscono l'aspetto e le caratteristiche necessarie: il fustagno viene smerigliato, il chintz calandrato, il panno follato e garzato.

## Valutazione del tessuto
Per valutare la resistenza ad usura del tessuto si utilizza il metodo Martindale.